# Peter Lorre
Peter Lorre (n. 26 iunie 1904, Ružomberok, Žilinský kraj, Slovacia – d. 23 martie 1964, Los Angeles, California, SUA) a fost un actor american de origine austro-ungară. Lorre și-a început cariera la Viena, în Imperiul Austro-Ungar, înainte de a se muta în Germania, unde a lucrat mai întâi pe scenă, apoi în filme, la Berlin, între anii 1920 și 1930. Lorre a făcut senzație la nivel internațional cu filmul M - Un oraș în căutarea ucigașului (1931), regizat de Fritz Lang, în care a interpretat rolul unui criminal în serie.

## Biografie

### Copilărie
László Loewenstein s-a născut într-o familie evreiască și a urmat școala primară germană. După moartea mamei, în anul 1913, familia s-a mutat la Viena, apoi, în 1915 la Mödling, unde Loewenstein a urmat cursurile gimnaziale.

## Filmografie

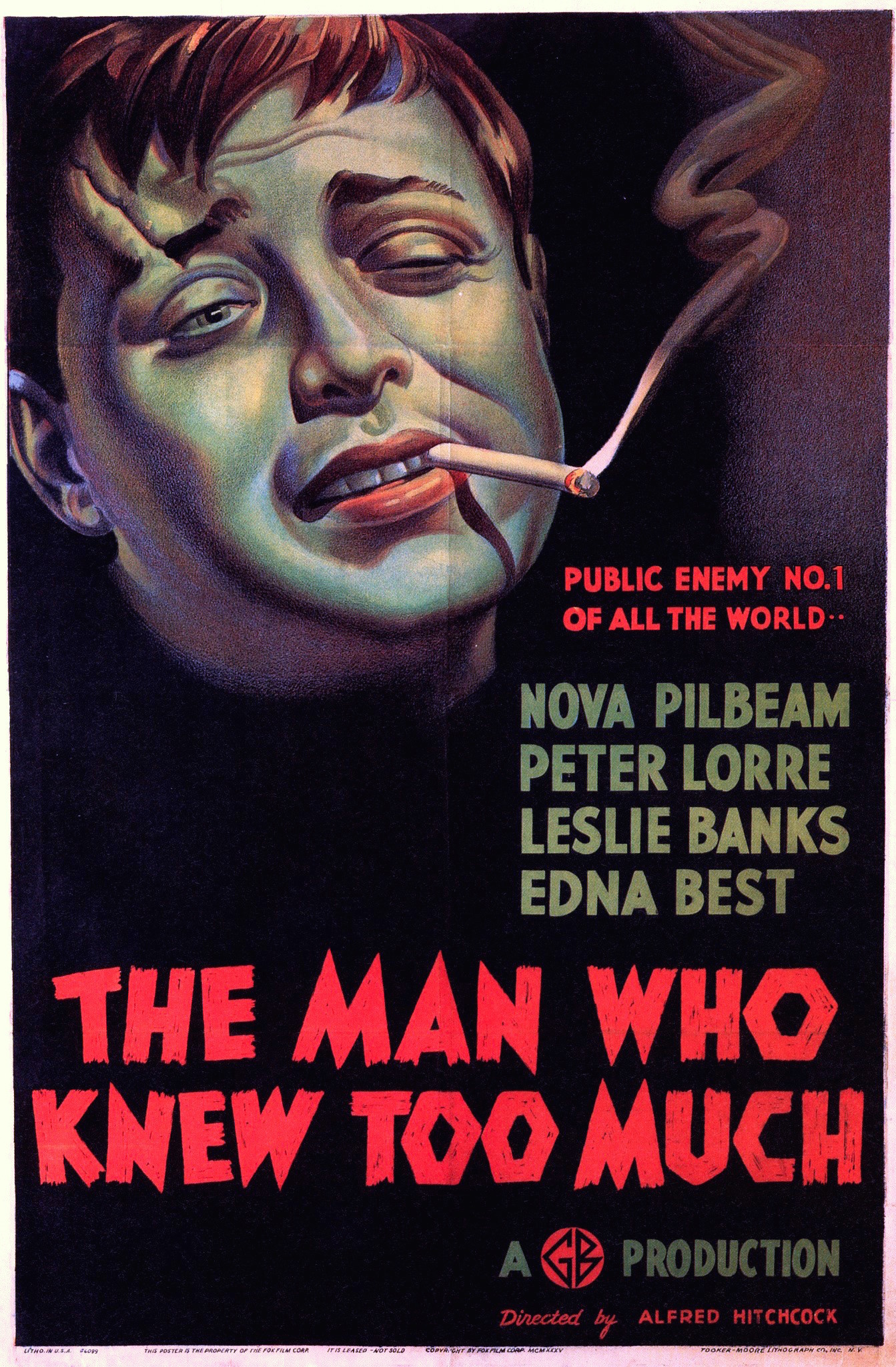
Lorre pe posterul filmului The Man Who Knew Too Much (1934)

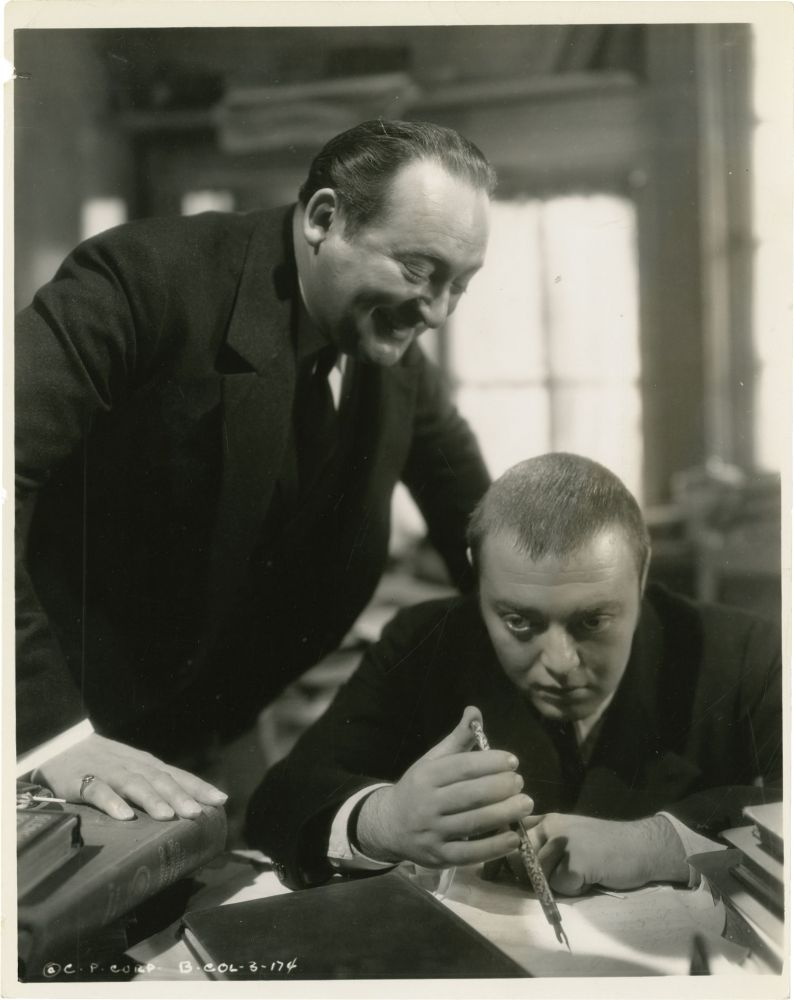
Lorre în Crime and Punishment (1935)

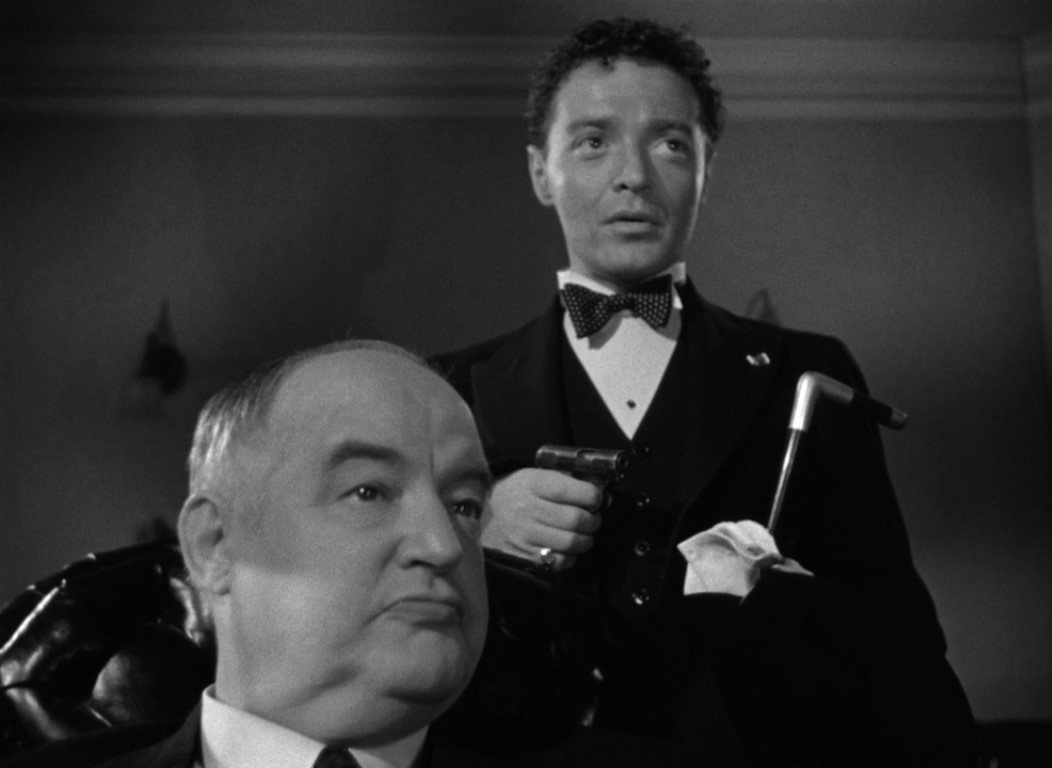
Sydney Greenstreet ca și Kasper Gutman, și Peter Lorre ca Joel Cairo - Șoimul maltez (1941)

- Die Verschwundene Frau (1929) (nemenționat)
- The White Devil (1930)
- Mann ist Mann (1931) altă denumire  A Man's a Man
- M - Un oraș în căutarea ucigașului (1931) - ca Hans Beckert
- Bomben auf Monte Carlo (1931) altă denumire Bombs Over Monte Carlo
- The Trunks of Mr. O.F. (1931)
- Fünf von der Jazzband (1932)
- Schuß im Morgengrauen (1932)
- Der weiße Dämon (1932) aka Dope
- Stupéfiants (1932)
- F.P.1 antwortet nicht (1932)
- Les Requins du pétrole (1933)
- Du haut en bas (1933)
- Was Frauen träumen (1933)
- Unsichtbare Gegner (1933)
- The Man Who Knew Too Much (1934)
- Mad Love (1935)
- Crime and Punishment (1935)
- Secret Agent (1936)
- Crack-Up (1936)
- Nancy Steele Is Missing! (1937)
- Think Fast, Mr. Moto (1937)
- Lancer Spy (1937)
- Thank You, Mr. Moto (1937)
- Mr. Moto's Gamble (1938)
- Mr. Moto Takes a Chance (1938)
- I'll Give a Million (1938)
- Mysterious Mr. Moto (1938)
- Mr. Moto's Last Warning (1939)
- Mr. Moto in Danger Island (1939)
- Mr. Moto Takes a Vacation (1939)
- Strange Cargo (1940)
- I Was an Adventuress (1940)
- Island of Doomed Men (1940)
- Stranger on the Third Floor (1940)
- You'll Find Out (1940)
- The Face Behind the Mask (1941)
- Mr. District Attorney (1941)
- They Met in Bombay (1941)
- The Maltese Falcon (1941)
- All Through the Night (1941)
- Invisible Agent (1942)
- The Boogie Man Will Get You (1942)
- Casablanca (1942)
- The Constant Nymph (1943)
- Background to Danger (1943)
- The Cross of Lorraine (1943)
- Passage to Marseille (1944)
- The Mask of Dimitrios (1944)
- Arsenic and Old Lace (1944)
- The Conspirators (1944)
- Hollywood Canteen (1944)
- Hotel Berlin (1945)
- Confidential Agent (1945)
- Three Strangers (1946)
- Black Angel (1946)
- The Chase (1946)
- The Verdict (1946)
- The Beast with Five Fingers (1946)
- My Favorite Brunette (1947)
- Casbah (1948)
- Rope of Sand (1949)
- Quicksand (1950)
- Double Confession (1950)
- Der Verlorene (1951) (de asemenea scenarist și regizor)
- Beat the Devil (1953)
- Casino Royale, episod al serialului TV Climax!
- 20,000 Leagues Under the Sea (1954)
- Around the World in Eighty Days (1956)
- Meet Me in Las Vegas (1956) (nemenționat)
- Congo Crossing (1956)
- The Buster Keaton Story (1957)
- Silk Stockings (1957)
- The Story of Mankind (1957)
- The Sad Sack (1957)
- Hell Ship Mutiny (1957)
- The Big Circus (1959)
- Scent of Mystery (1960)
- Voyage to the Bottom of the Sea (1961)
- Tales of Terror (1962)
- Five Weeks in a Balloon (1962)
- The Raven (1963)
- The Comedy of Terrors (1964)
- Muscle Beach Party (1964)
- The Patsy (1964)